# 彭傑
彭傑（1982年9月6日—），本名彭希超，臺灣男性漫畫家。出生於台中，現居於臺北。國立成功大學研究所碩士畢業，擁有建築師執照。

## 漫畫生涯
彭傑透過友善文創總經理真豪（王士豪）與稻垣理一郎合作，以《KIBA & KIBA》於2010年6月28日登上週刊少年Jump，為臺灣第一人。次年，2011時受邀為日本遊戲《幻月之歌》繪製角色插畫、7月時以線上連載的方式，為《幻月之歌》跨刀推出《方舟奇航》漫畫作品。2012年2月時發表英文版《幻月之歌》（DivinaComic）彩色漫畫，於美國時間每週六更新。除了改編作品外，2012年4月28日於日本少年Jump增刊號NEXT SPRING發表新作《時間支配者》（該作亦於2014年5月9日登上中國版週刊少年Jump「漫畫行」雜誌、2015年3月26日登上週刊少年Jump+連載）、2014年2月26日於日本漫畫週刊MANGA BOX（漫畫百寶箱）發表新作《新宿DxD》兩部原創漫畫作品。
除連載漫畫外，亦繪製多項宣傳漫畫專案，如：2014年3月與ACG Beats動漫節奏演唱會合作，為FIR飛兒樂團的阿沁設計動漫版形象角色、2014年5月與三菱汽車合作繪製英雄駕座於網路連載漫畫LANCER HERO IN SPEED、2015年11月7日由西島秀俊、香川照之、真木陽子主演《百舌の叫ぶ夜－MOZU－》電影化繪製連動宣傳漫畫⋯⋯等，持續活躍創作漫畫中。

## 得獎
- 作品《LIMIT》入選東立出版社東立漫畫新人獎
- 2009年《STORY童話書裡的童話》榮獲行政院新聞局劇情漫畫獎優勝
- 2012年《方舟奇航ARK SAGA》榮獲第九屆金龍獎最佳少年漫畫大獎

## 作品

### 單行本
| 出版、連載日期 | 作品名稱                 | 備註 |
| -------------- | ------------------------ | --- |
| 2010年1月      | 《STORY 童話書裡的童話》 | 中國2012年10月出版。 |
| 2011年7月      | 《方舟奇航 ARK SAGA》    | 2012年登上漫友文化雜誌《科幻畫報·漫畫SHOW》。 並於第9期（2月3日發售）開始隔週連載彩色版，至第19期結束。 於同年第39期（8月31日發售）連載再開。 2013年1月由廣東新世紀出版社出版，書名為《方舟奇航·零之章》。 |
| 2013年2月      | 《方舟奇航R》            | 為《方舟奇航》續作。 |
| 2014年2月      | 《新宿D×D》              | 於講談社發行，由安童夕馬原作。 |
| 2014年5月      | 《時間支配者》           | 於浙江文藝出版社發行，第3卷之後改為長江出版社。 |

### 長篇
- 〈轉大人〉（挑戰者月刊2004年5月號～2004年7月號）
- 〈勇者〉（挑戰者月刊2004年8月號～2005年5月號）
- 〈LANCER HERO in SPEED〉（網路每週四連載2014年5月22日～6月26日）
- 転生賢者の異世界ライフ～第二の職業を得て、世界最強になりました～（原作：進行諸島、漫画：彭傑、角色原案：風花風花）
- 我的現實是戀愛遊戲??~結果竟然是賭命遊戲~，俺の現実は恋愛ゲーム？？ ～かと思ったら命がけのゲームだった～（原作：わるいおとこ、漫画：彭傑&奈栩、角色原案：夕薙）

### 短篇
- 衛X中學的XXX（高中社刊；曾擔任高中漫研社社長）
- 蘿莉姑娘（發表於線上誌COMIC STAR漫畫之星）
- 丑（發表於線上誌COMIC STAR漫畫之星）
- 戲　SHOW OR TRUE
- Oh! MaMa Go To（發表於FS fan works VOL. 2ドリームクラブへようこそ！　中文：歡迎光臨美夢俱樂部！）
- KIBA & KIBA（編劇稻垣理一郎）牙與牙（2010年週刊少年JUMP第30期發表）
- 瑪麗亞（發表於CCC創作集第4期）
- 幸福桃子（發表於100%幸福 臺北國際書展年度專刊）
- 百舌の叫ぶ夜－MOZU－（臺譯：吶喊正義）前後篇（發表於少年JUMP+）

### 個人誌
- 《真．偽大合作》（2002年8月發行）
- 《COMMON1》（2003年1月發行）
- 《書名不重要》（2003年8月發行）

【短篇傑作集：幸福快樂的戰慄格林童話、看漫畫，學建築、魔戒】
- 《COMMON2》（2004年7月發行）
- 《漫畫速成班》（2009年7月發行）
- 《大唐求職記一》（2009年7月發行）
- 《大唐求職記二》（2009年12月發行）
- 《台北國戰記一》（2010年7月發行）
- 《台北國戰記二》（2010年12月發行）

### 遊戲
- 幻月之歌
- 少女兵器web十二生肖角色設計：【虎－涅可蘿、馬－尤妮可】
- 百萬亞瑟王Millon Arthur 台灣限定卡片繪製：【天界型天緋、異界型筱嵐、異界型華翎、遊憩型楓鶴、遊憩型月姬、應援型天緋、應援型虎澈、純白型月瑕、服侍型格雷】
- 乖離性百萬亞瑟王台灣限定卡片繪製：【創夏型傭兵亞瑟、滅炎型傭兵亞瑟】
- 為Square Enix公司的遊戲Star Galaxy繪製卡片：【ミーニャ．アバティーン、ヴィネッタ．サンラウノ、フィアーネ．メイデン、シェイリー．オルレアン】
- 女皇聯萌
- 鎖鏈戰記CHAIN CHRONICLE台灣限定卡片繪製：【流浪的貴族夏德、天然傻大姐布菲、背叛之働戴斯蒙、泳裝貝斯手哲瑜、泳裝的鼓手梧荻】
- 戰獄（戦獄スレイヤー）繪製角色：【亞巴頓】
- 為D2C與Square Enix合作遊戲 Lost Crusade繪製角色：【精靈オルカ、精靈アボカド、チェリー】

### 彩稿插圖
- 未知領域（小說封面、內頁插圖）
- 馬皇降臨（封面繪製）
- 將凋逝的音樂盒（好友寄稿插圖Part. 1）
- 漫畫聖經2 最強骨架速成技法（台灣版封面繪製）
- 漫畫SHOW三周年大畫集（方舟奇航雜誌漫畫封面、內彩等）

### 其他
- 奇怪的小叮噹場刊漫畫
- 蘿莉姑娘（合誌）
- 第25屆台灣同人誌販售會場刊（活動規則漫畫）
- 眠水～《罌籠葬》聲繪集～（四格漫畫）
- 行政院新聞局民樂漫畫廣宣設計－

卡住了，解開了！（解除健保鎖卡 38萬弱勢民眾安心就醫）
昂貴的，便宜了！（從180元降為25元 米酒降價體貼庶民生活）
※亦被改編為宣傳廣告－米酒降價篇、健保解卡篇

## 外部連結
- 彭傑的Facebook專頁
- （页面存档备份，存于） [自動筆]--PONJEA'S STUDIO--
- （页面存档备份，存于） 巴哈姆特　躍上日本週刊少年ＪＵＭＰ的台灣第一人！專訪漫畫家「彭傑」